# Ourthe (plaats)
Ourthe (Duits: Urt) is een dorp in de deelgemeente Beho van Gouvy in de Waalse provincie Luxemburg, België, net ten oosten van Gouvy. De plaats heeft dezelfde naam als de nabijgelegen rivier: de Ourthe.
In Ourthe wordt van oudsher Duits gesproken, maar het behoorde wel al sinds 1839 bij België. Bij de vastlegging van de taalgrens in 1962 werd Ourthe niet bij het Duitse taalgebied ingedeeld. Velen spreken echter nog steeds Duits.
Deelgemeenten: Beho · Bovigny · Cherain · Limerlé · Montleban

Overige dorpen: Baclain · Brisy · Cherapont · Cierreux · Courtil · Deiffelt · Gouvy · Halconreux · Hallonru · Honvelez · Langlire · Lomré · Ourthe · Renglez · Rettigny · Rogery · Sterpigny · Steinbach · Vaux · Wathermal

Belgische gemeenten · Arrondissement Bastenaken · Luxemburg · Wallonië